# رونی وانکوای
رونی اوا وانکوای (انگلیسی: Rooney Eva Wankewai؛ زادهٔ ۲۵ دسامبر ۱۹۹۶) بازیکن فوتبال اهل کامرون است. 
وی همچنین در تیم ملی فوتبال زیر ۱۷ سال کامرون بازی کرده است.